# 馬其頓的阿爾西諾伊
阿爾西諾伊（希臘語: Ἀρσινόη ; 前四世紀人物），她的兒子托勒密一世開創了埃及托勒密王朝。
她原是馬其頓國王腓力二世的小妾，後來給拉古斯了作妻子，但那時她已經懷了托勒密，因此有學者認為托勒密是腓力二世的兒子。

## 來源
1. ↑   保薩尼亞斯, Description of Greece, i. 6; 昆圖斯·庫爾蒂烏斯·魯夫斯, Historiae Alexandri Magni, ix. 8; 蘇達辭書, s.v. "Lagos"

- 威廉·史密斯，《希腊羅馬的神話和傳記辭典》,, "Arsinoe (1)" （页面存档备份，存于）, Boston, (1867)